# يوكينوري موراماتسو
يُوكينوري موراماتسو (باليابانية: 村松 幸典) (13 يونيو 1969 في شيزوكا في اليابان – )؛ هو لاعب كرة قدم ياباني سابق كان يلعب كمدافع.

## وصلات خارجية
- يوكينوري موراماتسو على موقع رابطة كرة القدم اليابانية للمحترفين (اليابانية)
- يوكينوري موراماتسو على موقع عالم كرة القدم.نت (الإنجليزية)